# HMS Quorn (1988)
HMS Quorn – brytyjski niszczyciel min typu Hunt, w służbie Royal Navy od 1989 do 2017 roku, z numerem burtowym M 41. W 2020 roku okręt został sprzedany Litwie, nosząc tymczasowe oznaczenie na czas remontu i modernizacji: M 55.

## Budowa

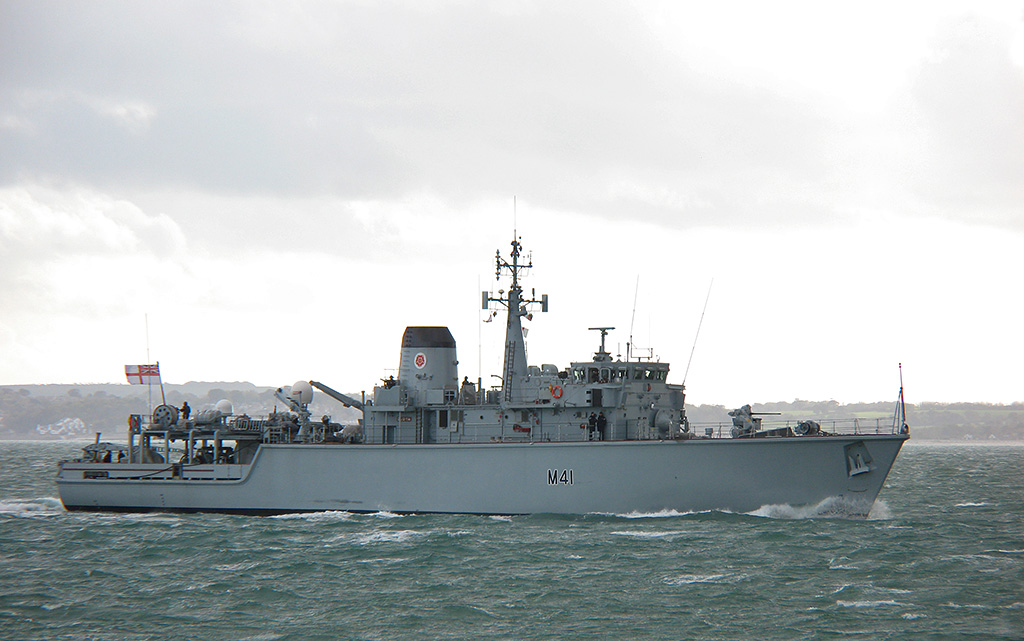
HMS „Quorn” w 2008 roku

Okręt był ostatnią – trzynastą zbudowaną jednostką z typu brytyjskich niszczycieli min Hunt. Budowę zamówiono 4 czerwca 1985 roku razem z HMS „Berkeley” w stoczni Vosper Thornycroft Ltd w Woolston (część Southampton), która zbudowała większość okrętów tego typu. Okręt wodowano 23 stycznia 1988 roku, a budowę ukończono i okręt przekazano marynarce 21 kwietnia 1989 roku. Nazwa pochodziła od polowania na lisy organizowanego we wsi Quorn. Koszt budowy wynosił ok. 35 mln funtów.

## Opis

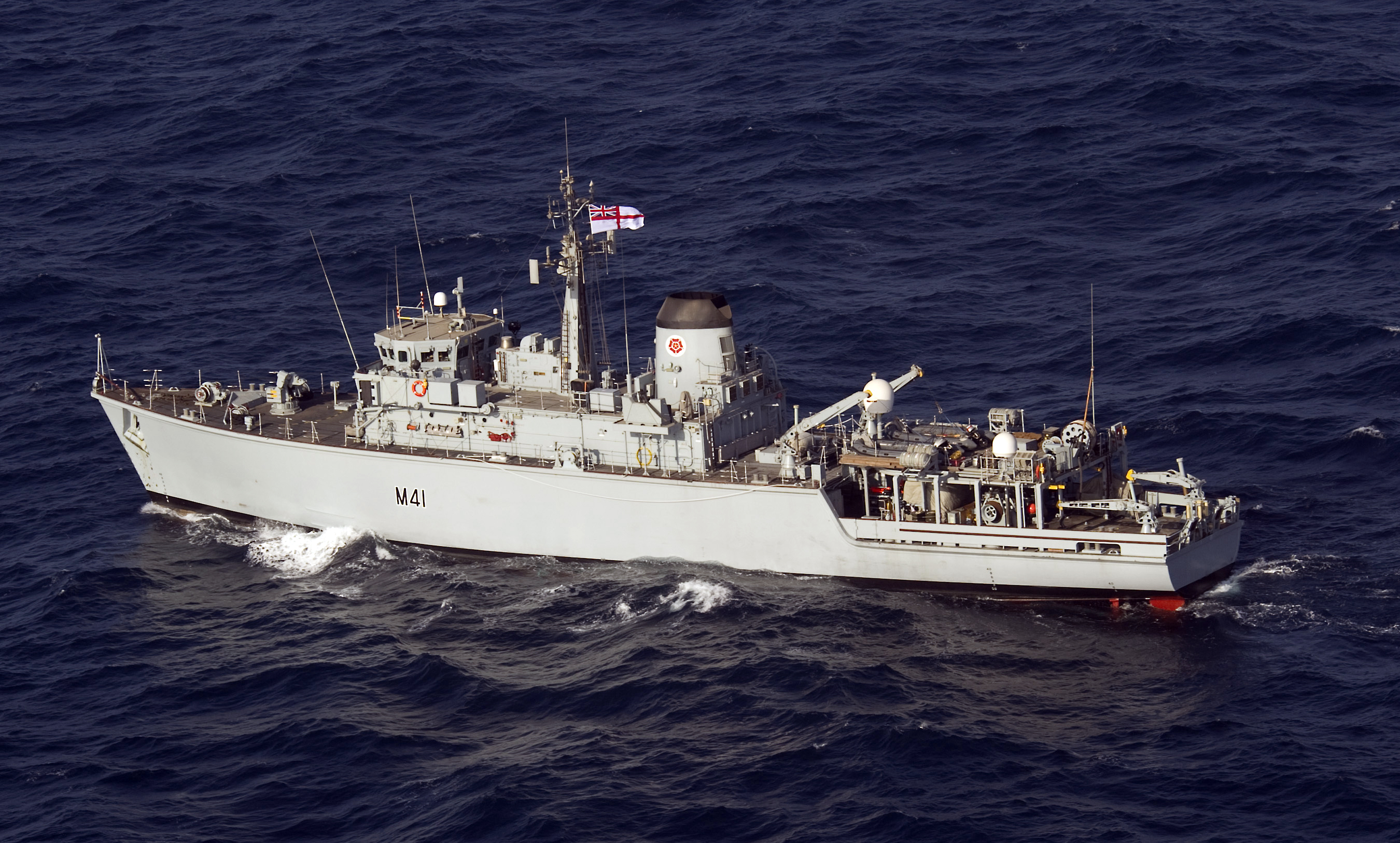
HMS „Quorn” w 2011

Okręty typu Hunt miały kadłub zbudowany z plastiku wzmocnionego włóknem szklanym (GRP). Wyporność standardowa wynosiła 615 ts, a pełna 725 ts. Nowsze źródła podawały wyporność pełną 750 ton. Długość całkowita wynosiła 60 m, a na linii wodnej 57 m, szerokość: 10 m, a maksymalne zanurzenie: 3,4 m. Załoga liczyła pierwotnie 45 osób, w tym 6 oficerów, a w drugiej dekadzie XXI wieku 43 osoby, w tym 5 oficerów.
Uzbrojenie służyło tylko do samoobrony i stanowiła je na okrętach typu Hunt pierwotnie automatyczna armata uniwersalna Bofors 40 mm, lecz już do połowy lat 90. była ona wymieniana na armatę Oerlikon/BMARC DS30B kalibru 30 mm L/75. Brak informacji, czy „Quorn” wszedł do służby już z nowym uzbrojeniem. W latach 1991–92 uzbrojenie było wzmocnione o dwa dodatkowe  działka kalibru 20 mm Oerlikon/BMARC GAM-C01. Na przełomie pierwszej i drugiej dekady XXI wieku montowano na okrętach trzy sześciolufowe rotacyjne karabiny maszynowe 7,62 mm Dilon Aero M134 Minigun. Uzbrojenie uzupełniały od początku dwa karabiny maszynowe kalibru 7,62 mm, zastępowane w latach 2014–2015 przez karabiny maszynowe kalibru 12,7 mm Browning.
Napęd pierwotnie stanowiły dwa silniki wysokoprężne Ruston-Paxman 9-59K Deltic o mocy łącznej 3800 hp, napędzające dwie śruby, pozwalające na osiąganie prędkości maksymalnej 15 węzłów. Ponadto okręty miały pomocniczy napęd hydrauliczny pozwalający na osiąganie prędkości do 8 węzłów, napędzany przez silnik Deltic 9-55B o mocy 780 hp, napędzający też agregaty prądotwórcze. Zasięg wynosił 1500 mil morskich przy prędkości 12 w. W drugiej dekadzie XXI wieku uruchomiono na okrętach program wymiany podczas remontów silników na Caterpillar C-32 ACERT o mocy po 2000 hp (łącznie 4000 hp). Nowe silniki zainstalowano podczas modernizacji w grudniu 2023 roku.
Wyposażenie nawigacyjne obejmowało radar Kelvin Hughes Type 1006 lub 1007 (pasmo I). Wyposażenie do poszukiwania min obejmowało pierwotnie sonar Plessey Type 193M Mod 1. Ponadto okręty miały sonar wysokiej częstotliwości Mil Cross do unikania min na kursie i sonar Type 2059 do śledzenia pojazdów podwodnych. W latach 2004–2005 brytyjskie okręty otrzymały nowy sonar 2193. Okręty miały system informacji bojowej CAAIS DBA4. Po 1990 roku okręty typu Hunt otrzymały system nawigacyjny Racal Mk 53. W latach 2004–2005 okręty otrzymały również system dowodzenia NAUTIS 3.
Po wejściu do służby „Quorn” przenosił dwa zdalnie kierowane pojazdy podwodne do zwalczania min PAP-104, albo nowszego typu PAP-105. Okręty tego typu ponadto miały trały magnetyczne MS 14, holowany trał akustyczny Sperry MSSA Mk 1 i klasyczne trały kontaktowe Oropesa Mk8. Trały niekontaktowe zostały zdemontowane w 2005 roku. Na przełomie pierwszej i drugiej dekady XXI wieku pojazdy podwodne PAP-104/105 zastąpiono przez jednorazowe Seafox C.

## Służba
HMS „Quorn” (numer burtowy M 41) został wcielony do służby w brytyjskiej Royal Navy 21 kwietnia 1989 roku. Wchodził w 1990 roku w skład 1 Dywizjonu Niszczycieli Min (MCM1) bazującego w Rosyth. Wiosną tego roku odbył trzymiesięczny rejs na Morze Śródziemne (z HMS „Berkeley” i „Chiddingfold”) w ramach zespołu dyżurnego do służby w Zatoce Perskiej. W połowie 1991 roku przydzielony był do sił NATO w Kanale La Manche, działających na wodach północnoeuropejskich. Po zamknięciu bazy w Rosyth, od listopada 1995 roku stacjonował w Portsmouth.
Od maja 2011 roku do września 2014 roku okręt stacjonował w Bahrajnie, służąc na wodach Zatoki Perskiej do zapewniania bezpieczeństwa żeglugi w ramach operacji Kipion. Brał też udział w wystawie przemysłu obronnego Dimdex w 2014 roku w Katarze i ćwiczeniach międzynarodowych z marynarką Omanu Khunjar Hadd. Jego dowódcą był pod koniec misji kmdr ppor. Stuart Yates.
„Quorn” brał udział w manewrach BALTOPS na Bałtyku w 2015 roku.
W grudniu 2016 roku okręt został wydokowany w krytej hali stoczni w Portsmouth i miał być poddany modernizacji, razem z bliźniaczym „Atherstone”. Zdecydowano jednak zamiast tego dla oszczędności wycofać oba okręty ze służby, co nastąpiło 14 grudnia 2017 roku w Portsmouth.
W kwietniu 2020 roku dawny „Quorn” został sprzedany Litwie, która posiadała już dwa okręty tego typu („Skalvis” i „Kuršis”). Oznaczony został początkowo samym numerem taktycznym M 55. Cena za okręt wynosiła 1 mln funtów, lecz w celu przywrócenia jego zdolności bojowej i unowocześnienia zlecono remont wraz z kompleksową modernizacją w stoczni Harland and Wolff w Belfaście, kosztem 55 mln funtów. W grudniu 2023 roku zainstalowano nowe silniki, podobnie jak na brytyjskich modernizowanych okrętach. Przekazanie okrętu zaplanowano na lato 2024 roku. Zaszły jednak opóźnienia i program modernizacji został zawieszony we wrześniu 2024 roku.